# Cteniscus flavicircus
Cteniscus flavicircus là một loài tò vò trong họ Ichneumonidae.